# Gallulacoccus tenorioi
Gallulacoccus tenorioi är en insektsartsom beskrevs av John Wyman Beardsley 1971. 
Gallulacoccus tenorioi ingår i släktet Gallulacoccus och familjen ullsköldlöss. Inga underarter finns listade i Catalogue of Life.